# Stigmatopora nigra
Stigmatopora nigra är en fiskart som beskrevs av Johann Jakob Kaup 1856. Stigmatopora nigra ingår i släktet Stigmatopora och familjen kantnålsfiskar. Inga underarter finns listade i Catalogue of Life.